# Power (Kansas)
Power is het tiende studioalbum van Kansas.

## Inleiding
Kansas onder aanvoering van Kerry Livgren had zichzelf in 1983 ontbonden. In 1986 maakte Kansas een comeback, maar dan onder aanvoering van Steve Walsh, zanger van het eerste uur. Deze had een korte tijd een eigen band Streets genaamd, maar kreeg daarmee niet het succes dat hij wilde. In aanloop naar de opnamen van het album stond Walsh nog als onderdeel van Cheap Trick op het podium. Het trio Walsh, Rich Williams en drummer Phil Ehart moest wel op zoek naar aanvullende musici en vonden die in Steve Morse en Billy Greer. Het vijftal trok daarop de studio The Castle in te Franklin (Tennessee). Het album werd uitgebracht MCA Records; het contract met Kirshner Records was beëindigd. De track All I wanted werd uitgebracht als single, kreeg matig succes, maar zou in de promotieconcerten amper gespeeld worden; in de begeleidende videoclip waren alleen Walsh en Morse te zien. Achteraf gezien waren de indrukken van dit album het best omschreven als “ouderwets”; AllMusic zag nog wel een interessante ontwikkeling in de verschuiving naar hardrock.
Ook dit album werd toch vooral een Amerikaanse en Canadese aangelegenheid. In de Amerikaanse albumlijst Billboard 200 behaalde het een 35e plaats in 27 weken. De Canadese hitlijst gaf een 92e eplaats. 

## Musici
- Steve Walsh – zang, toetsinstrumenten
- Steve Morse – gitaar, zang
- Rich Williams – gitaar
- Billy Greer – basgitaar, zang
- Phil Ehart – drumstel

Met
- Philharmonia Orchestra onder leiding van Andrew Powell, tevens arrangeur en muziekproducent en opgenomen in de Abbey Road Studios in Londen
- Travis Bradford, Jerome Olds, Rob Henson, Yonrico Scott, Merle McLain, Doug Baker, Solomon Olds en Cliff Jones - achtergrondzang,

## Muziek
| Nr. | Titel                                                       | Duur |
| --- | ----------------------------------------------------------- | ---- |
| 1.  | Silhouettes in disguise (Walsh, Morse)                      | 4:26 |
| 2.  | Power (Walsh, Morse, Randy Goodrum)                         | 4:25 |
| 3.  | All I wanted (Walsh, Morse)                                 | 3:20 |
| 4.  | Secret service (Walsh, Morse, John Booth Aclin, Ron Miller) | 4:42 |
| 5.  | We’re not alone anymore (Walsh, Morse)                      | 4:16 |
| 6.  | Musicatto (Walsh, Morse)                                    | 3:30 |
| 7.  | Taking in the view (Walsh, Morse)                           | 3:06 |
| 8.  | Three pretenders (Walsh, Morse, Greer)                      | 3:50 |
| 9.  | Tomb 19 (Walsh, Morse)                                      | 3:46 |
| 10. | Can’t cry anymore (Tim Smith, Van Temple, Morse)            | 4:01 |

Can't cry anymore is een cover van de Amerikaanse band The Producers, gearrangeerd door Morse. 